# Komonga
Komonga est une commune rurale située dans le département de Bogandé de la province de la Gnagna dans la région de l'Est au Burkina Faso.

## Géographie
Komonga se trouve à 7 km à l'est de Bogandé et de la route nationale 18.

## Santé et éducation
Le centre de soins le plus proche de Komonga est le centre médical et chirurgical de Bogandé.